# China Open 2012 (tennis)
China Open 2012 er en tennisturnering på WTA Tour 2012 og ATP Tour 2012. Turneringen er den 14. udgave af China Open. Turneringen vil blive spillet på det olympiske tennisanlæg i Beijing, Kina, fra 30. september til 7. oktober, 2012, 2012.

## Finalerne

### Herresingle
- Novak Djokovic -  Jo-Wilfried Tsonga, 7–6(7–4), 6–2

### Damesingle
Victoria Azarenka -  Maria Sharapova 6-3, 6-1.

### Herredouble
- Bob Bryan /  Mike Bryan -  Carlos Berlocq /  Denis Istomin, 6–3, 6–2

### Damedouble
- Ekaterina Makarova /  Elena Vesnina -  Nuria Llagostera Vives /  Sania Mirza, 7–5, 7–5